# Bassington
Bassington var en civil parish 1858–1955 när det uppgick i Eglingham, i grevskapet Northumberland i England. Civil parish var belägen 4 km från Alnwick och hade 2 invånare år 1951.